# Liste des localités de la province de Namur
Voici la liste des localités (villes, villages, lieux-dits ou hameaux) de la province belge de Namur par ordre alphabétique.
- Haut – A
- B
- C
- D
- E
- F
- G
- H
- I
- J
- K
- L
- M
- N
- O
- P
- Q
- R
- S
- T
- U
- V
- W
- X
- Y
- Z

## A
- Achêne
- Achet
- Agimont
- Ahérée
- Aische-en-Refail
- Aisemont
- Alle
- Andenelle
- Andenne
- Andoy
- Anhée
- Annevoie-Rouillon
- Anseremme
- Anthée
- Arbre
- Arsimont
- Arville
- Assesse
- Aublain
- Auvelais
- Ave-et-Auffe
- Awagne

## B
- Bagimont
- Baillamont
- Baillonville
- Balâtre
- Bambois
- Barcenal
- Baronville
- Barsy
- Barvaux-Condroz
- Bassines
- Bauche
- Baudecet
- Beauraing
- Beez
- Belgrade
- Bellefontaine
- Belvaux
- Berzée
- Besinne
- Beuzet
- Biert
- Biert-le-Roi
- Bierwart
- Biesme
- Biesmerée
- Bièvre
- Bioul
- Blaimont
- Bohan
- Bohisseaux
- Boignée
- Bois-de-Villers
- Boisseilles
- Bolinne
- Boneffe
- Boninne
- Bonneville
- Bonsin
- Bormenville
- Bossière (Gembloux)
- Bossière (Mettet)
- Bothey
- Bouge
- Bourseigne-Neuve
- Bourseigne-Vieille
- Bousalle
- Boussu-en-Fagne
- Bouvignes
- Bovesse
- Bragard
- Braibant
- Branchon
- Briquemont
- Brûly-de-Pesche
- Brumagne
- Bruyères
- Buissonville
- Buresse
- Burnot
- Buzet
- Buzin

## C
- Castillon
- Celles
- Cerfontaine
- Chairière
- Champion (Hamois)
- Champion (Namur)
- Chansin
- Chapois
- Chardeneux
- Chastrès
- Chaumont
- Chevetogne
- Ciergnon
- Ciney
- Clair-Chêne
- Clermont
- Cognelée
- Conjoux
- Conneux
- Corbion
- Corenne
- Cornimont
- Corroy
- Corroy-le-Château
- Cortil-Wodon
- Courrière
- Coutisse
- Couvin
- Croix
- Crupet
- Cul-des-Sarts
- Custinne

## D
- Dailly
- Daussois
- Daussoulx
- Dave
- Denée
- Devant-les-Bois
- Dhuy
- Dinant
- Dion
- Doische
- Donveau
- Dorinne
- Dourbes
- Doyon
- Durnal
- Dréhance

## E
- Éghezée
- Émeville
- Émines
- Emptinal
- Emptinne
- Enhet
- Éprave
- Ermeton-sur-Biert
- Ernage
- Erpent
- Évelette
- Évrehailles

## F
- Fagnolle
- Failon
- Fairoul
- Falaën
- Falisolle
- Falmagne
- Falmignoul
- Faulx-les-Tombes
- Fays
- Felenne
- Fenffe
- Ferage
- Feschaux
- Finnevaux
- Flavion
- Flawinne
- Florée
- Floreffe
- Florennes
- Floriffoux
- Flostoy
- Focant
- Fonds-de-l'Eau
- Fontenelle
- Forville
- Forzée
- Fosses-la-Ville
- Foy-Notre-Dame
- Fraire
- Fraire-la-Crotteuse
- Francesse
- Franchimont
- Franc-Waret
- Frandeux
- Franière
- Franquenée
- Frasnes-lez-Couvin
- Freÿr
- Frisée
- Froidfontaine
- Froidmont
- Froidvau
- Fter
- Furfooz
- Furnaux

## G
- Gedinne
- Gelbressée
- Gembloux
- Gemenne
- Gendron
- Génimont
- Gerin
- Gerlimpont
- Géronsart
- Gesves
- Gimnée
- Gochenée (Doische)
- Gochenée (Fernelmont)
- Godinne
- Goesnes
- Golzinne
- Gonoy
- Gonrieux
- Gourdinne
- Goyet
- Gozin
- Graide
- Gramptinne
- Grand-Leez
- Grand-Manil
- Graux
- Gribelle
- Gros Buisson
- Gros-Fays
- Groynne

## H
- Haid
- Haillot
- Halloy
- Haltinne
- Hambraine
- Hamerenne
- Hamois
- Ham-sur-Sambre
- Hanret
- Han-sur-Lesse
- Hanzinelle
- Hanzinne
- Harlue
- Hastière-Lavaux
- Hastière-par-delà
- Haut-Bois
- Haut-le-Wastia
- Haut-Vent
- Havelange
- Haversin
- Havrenne
- Heer
- Hemptinne
- Hemptinne
- Herbefays
- Herhet
- Hérisson
- Hermeton-sur-Meuse
- Hérock
- Heure
- Hingeon
- Hogne
- Honnay
- Hontoir
- Houdremont
- Hour
- Houx
- Houyet
- Hubaille
- Hublet
- Hulsonniaux
- Hun

## I
- Ingremez
- Inzemont
- Isnes
- Ivoy

## J
- Jallet
- Jamagne
- Jambes
- Jamblinne
- Jamiolle
- Jannée
- Jassogne
- Javingue
- Jemelle
- Jemeppe-sur-Sambre
- Jeneffe
- Jet
- Jodion

## K
- Keumiée

## L
- La Bouchaille
- La Butte
- Laforêt
- La Forge
- La Galopperie
- Laloux
- Landenne
- Laneffe
- La Pisselotte
- La Platinerie
- La Ronce
- La Tauminerie
- Lautenne
- La Vallée
- Lavaux-Sainte-Anne
- Lavis
- Le Brûly
- Le Fraity
- Leignon
- Le Mesnil
- Lenne
- Le Pachy
- Le Roux
- Les Basses
- Les Boscailles
- Les Bruyères
- Les Communes
- Lessive
- Les Trieux
- Lesve
- Leuze
- Lez-Fontaine
- Libois
- Liernu
- Ligny
- Linciaux
- Liroux (Dinant)
- Liroux (Gembloux)
- Lisogne
- Lissoir
- Lives-sur-Meuse
- Longchamps
- Lonzée
- Louette-Saint-Denis
- Louette-Saint-Pierre
- Loyers (Dinant)
- Loyers (Namur)
- Lumsonry
- Lustin

## M
- Maffe
- Mahoux
- Maibelle
- Maillen
- Maison
- Maisoncelle
- Maizeret
- Malonne
- Malvoisin
- Marche-les-Dames
- Marchovelette
- Maredret
- Maredsous
- Mariembourg
- Marteau
- Martouzin-Neuville
- Matagne-la-Grande
- Matagne-la-Petite
- Matignolle
- Maulenne
- Maurenne
- Mazée
- Mazy
- Méan
- Mehaigne
- Membre
- Merlemont
- Mertenne
- Mesnil-Église
- Mesnil-Saint-Blaise
- Mettet
- Meux
- Mianoye
- Miavoye
- Miécret
- Mohiville
- Moignelée
- Monceau-en-Ardenne
- Moniat
- Mont
- Montegnet
- Mont-Gauthier
- Moressée
- Morialmé
- Mornimont
- Morville
- Moustier-sur-Sambre
- Mouzaive
- Mozet

## N
- Nafraiture
- Najauge
- Nalamont
- Namêche
- Namur
- Naninne
- Naomé
- Natoye
- Navaugle
- Nefzée
- Nettinne
- Neuve-Cour
- Neuville
- Névremont
- Nismes
- Niverlée
- Noiseux
- Noville-les-Bois
- Noville-sur-Mehaigne

## O
- Ohey
- Oignies-en-Thiérache
- Oizy
- Olloy-sur-Viroin
- Omezée
- Onhaye
- Onoz
- Orchimont
- Oret
- Ossogne
- Ostemerée

## P
- Patignies
- Pernelle
- Perwez
- Pesche
- Pessoux
- Petigny
- Petit-Doische
- Petite-Chapelle
- Petite-Hour
- Petit-Fays
- Petit-Waret
- Philippeville
- Plançon
- Pondrôme
- Pontaury
- Pont-de-Pierres
- Pontillas
- Porcheresse
- Prée
- Presgaux
- Profondeville
- Pry
- Purnode
- Pussemange

## R
- Regniessart
- Résimont
- Reuleau
- Reux
- Revogne
- Rhisnes
- Rienne
- Rissart
- Rivière
- Rochefort
- Rognée
- Roly
- Romedenne
- Romerée
- Ronchinne
- Ronvaux
- Rosée
- Rostenne
- Rouvroy

## S
- Saint-Aubin
- Saint-Denis
- Saint-Gérard
- Saint-Germain
- Saint-Lambert
- Saint-Marc
- Saint-Martin
- Saint-Mort
- Saint-Servais
- Salet
- Samart
- Sart-Bernard
- Sart-Custinne
- Sart-d'Avril
- Sart-en-Fagne
- Sart-Eustache
- Sart-Saint-Laurent
- Sautour
- Sauvenière
- Schaltin
- Sclayn
- Scry
- Scy
- Seilles
- Senenne
- Senzeille
- Serinchamps
- Seron
- Serville
- Sevry
- Silenrieux
- Sinsin
- Six-Planes
- Skeuvre
- Soinne
- Somal
- Sombreffe
- Somme-Leuze
- Sommière
- Somtet
- Somzée
- Sorée
- Sorinne-la-Longue
- Sorinnes
- Sosoye
- Soulme
- Soumoy
- Sovet
- Sovimont
- Soye
- Spontin
- Spy
- Stave
- Stée
- Strud
- Suarlée
- Sugny
- Surice

## T
- Tahier
- Tamines
- Tarcienne
- Taviers
- Taviet
- Temploux
- Thanville
- Thon-Samson
- Thy-le-Bauduin
- Thy-le-Château
- Thynes
- Tillier
- Tongrinelle
- Tongrinne
- Treignes
- Trieu
- Trieu-des-Sarts
- Trisogne
- Troka
- Trussogne
- Try-Pochaux

## U
- Upigny

## V
- Vaucelles
- Vedrin
- Velaine
- Velaine-sur-Sambre
- Vencimont
- Ver
- Verlée
- Verte-Place
- Vezin
- Vichenet
- Vieille-Maison
- Vierves-sur-Viroin
- Vieux-Sautour
- Villers-Deux-Églises
- Villers-en-Fagne
- Villers-le-Gambon
- Villers-lez-Heest
- Villers-sur-Lesse
- Vincon
- Viscourt
- Vitrival
- Vivier-Annon
- Vodecée
- Vodelée
- Vogenée
- Vonêche
- Vresse-sur-Semois

## W
- Wagnée (Assesse)
- Wagnée (Mettet)
- Waillet
- Walcourt
- Wancennes
- Wanlin
- Waret-la-Chaussée
- Warisoulx
- Warnant
- Waulsort
- Wavreille
- Weillen
- Wépion
- Wez-de-Chine
- Wierde
- Wiesme
- Willerzie
- Winenne

## Y
- Ychippe
- Yves-Gomezée
- Yvoir